# 西乡乡
西乡乡，是中华人民共和国四川省凉山彝族自治州西昌市曾经下辖的一个乡。2019年12月，撤销西乡乡，其所属行政区域划归安宁镇管辖。

## 行政区划
西乡乡撤销前下辖以下地区：
民源村、古城村、凤凰树村、柏枝树村、太平村、株木树村、三百村、群乐村和临河村。